# Badische Hymne
Die Badische Hymne ist die Fürstenhymne des Großherzogtums Baden Heil unserm Fürsten Heil.   

## Geschichte
Vielfach wird angenommen, die heute noch beliebte Regionalhymne Badnerlied sei die Hymne des 1806 gegründeten Großherzogtums Baden gewesen, was aber nie der Fall war. Die Mitgliedstaaten des 1815 gegründeten Deutschen Bundes hatten als Staatshymnen Fürstenhymnen, in denen der jeweilige Landesfürst verherrlicht wurde. 
Dabei wurde meist die Melodie der preußischen Volkshymne Heil dir im Siegerkranz verwendet, die von dem englischen Volkslied God save George the King stammte. Das Lied wurde dann mit einem dem jeweiligen Bundesstaat angepassten Text versehen.
Die badische Fassung ist erstmals in einer Sammlung von Schulliedern aus dem Jahre 1844 nachgewiesen und ihre Entstehung wird in der Regierungszeit von Großherzog Leopold verortet (1830–1852). Der Text deckt sich fast völlig mit jenem der württembergischen Fassung.